# Dirk van Ekelenburg
Dirk van Ekelenburg (Vlaardingen, 24 maart 1917- Neustadt, 11 mei 1945) was een Nederlandse verzetsstrijder en geordend zendeling en hulpprediker in de Nederlands-Hervormde Kerk te Nieuw-Amsterdam sinds 1941.
Hij was gehuwd en had twee kinderen. Het verzetswerk van Dirk van Ekelenburg bestond uit activiteiten voor de illegale pers. Hij gaf in Nieuw-Amsterdam een plaatselijke editie uit van het blad Luctor et Emergo uit Nieuwleusen, ook Luctor et Emergo genaamd. Door verraad in januari 1945 werd Ekelenburg met andere leden van zijn verzetsgroep gearresteerd. Dirk van Ekelenburg stierf op 28-jarige leeftijd, vlak na het einde van de Tweede Wereldoorlog, in Neustadt. Later werd hij herbegraven op de gemeentelijke begraafplaats Emaus te Vlaardingen.